# Mont Gros (Ardèche)
Pour les articles homonymes, voir Mont Gros.
Le mont Gros, situé dans le serre de la Croix de Bauzon et le département de l'Ardèche, culmine à 1 314 mètres d'altitude.

## Situation
Le sommet se trouve à l'aplomb nord des hameaux de Saint-Louis, La Sautellerie et de Grand-Val, au sein de la commune de La Souche. Il marque la limite sud de la commune de Barnas.